# エミリオ・ハシント・マウリ
エミリオ・ハシント・マウリ（Emilio Jacinto Mauri Ivern、1855年3月9日 - 1908年2月18日）はベネズエラの画家である。フランスで美術教育を受け、ベネズエラのカラカスの国立美術アカデミー(Academia Nacional de Bellas Artes de Caracas)の校長を務めた。

## 略歴
ベネズエラ中北部のラ・グアイラでスペイン出身の父親とフランス出身の母親の間に生まれた。1861年から家族とフランスのナントに住み、ナントの神学校で学んだ。はじめ医学を学び始め、ナントの病院で働き始めたが、美術に転じ
、パリに出てパリ国立高等美術学校に入学し、ジャン＝レオン・ジェロームに学び、アカデミー・ジュリアンでジャン＝ポール・ローランスにも学んだ。パリのサロンに出展し、選外佳作を受賞した。
アントニオ・グスマン・ブランコ大統領がが政権を握り、文化的な改革を進めるベネズエラに1874年に渡り、1883年に開催された、ラテンアメリカの解放者、シモン・ボリバルの生誕100年記念の展覧会に、何点かの作品を出展し、銅メダルを受賞した。1887年に創立されたカラカスの国立美術アカデミーの初代校長に任命されその仕事を亡くなるまで続けた。
主に肖像画を描き、代表作とされるのはベネズエラ独立戦争の将軍、フアン・バウティスタ・アリスメンディ(Juan Bautista Arismendi)の妻で独立戦争のヒロインとされるルイサ（Luisa Cáceres de Arismendi: 1799-1866）の肖像画で、ルイサの生誕100年にあたる1899年に注文を受け、カラカスの議会に飾られた。この肖像画は2007年のベネズエラの紙幣のデザインの一部に採用された。
1908年にカラカスで亡くなった。国立美術アカデミーの校長の後任にはアントニオ・エレーラ・トロが選ばれた。
マウリが教えた学生にはフランシスコ・バルデス（Francisco Valdéz: 1877-1918)がいる。

## 作品

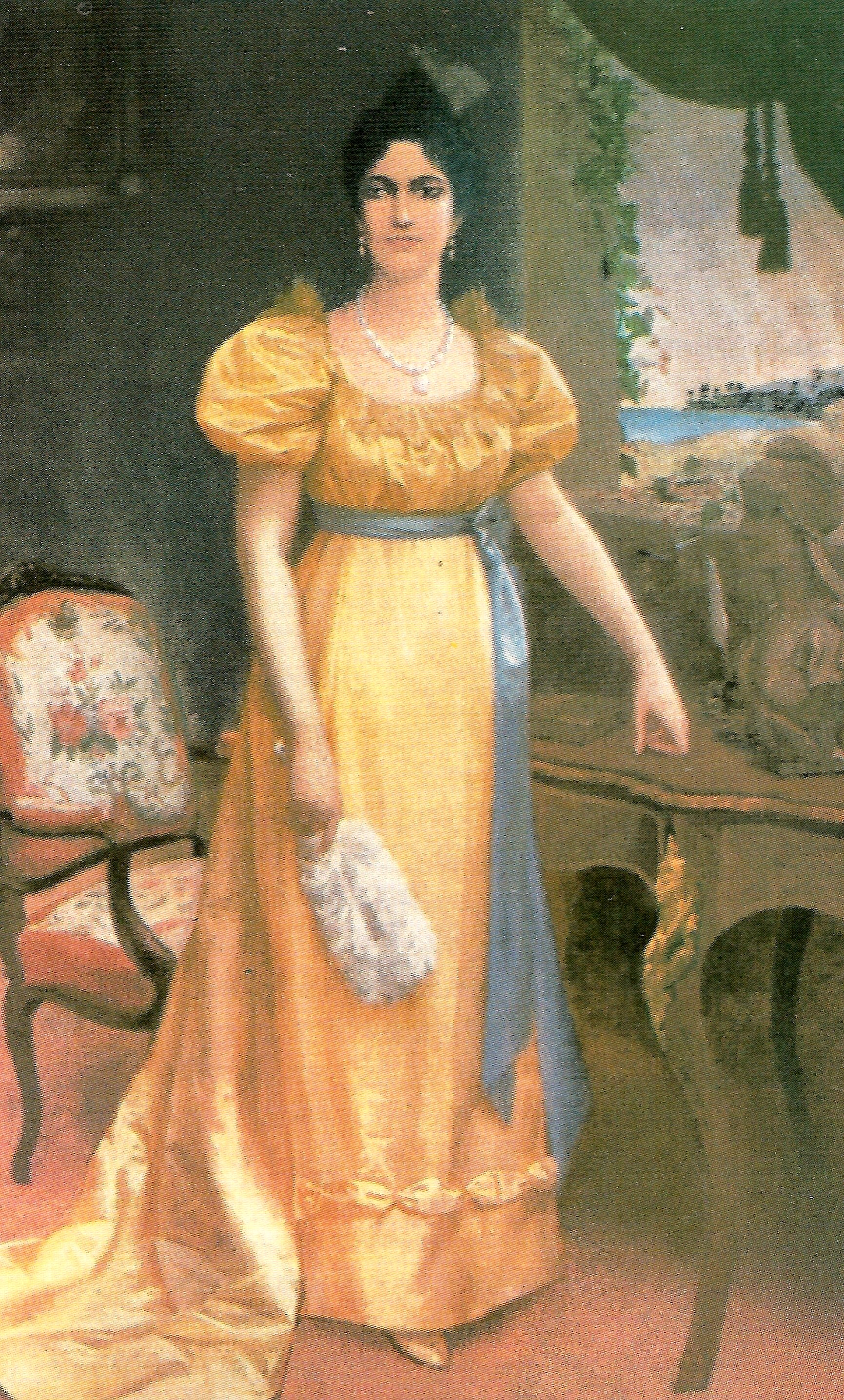
ルイサ・デ・ミランダ (1899) Palacio Federal Legislativo
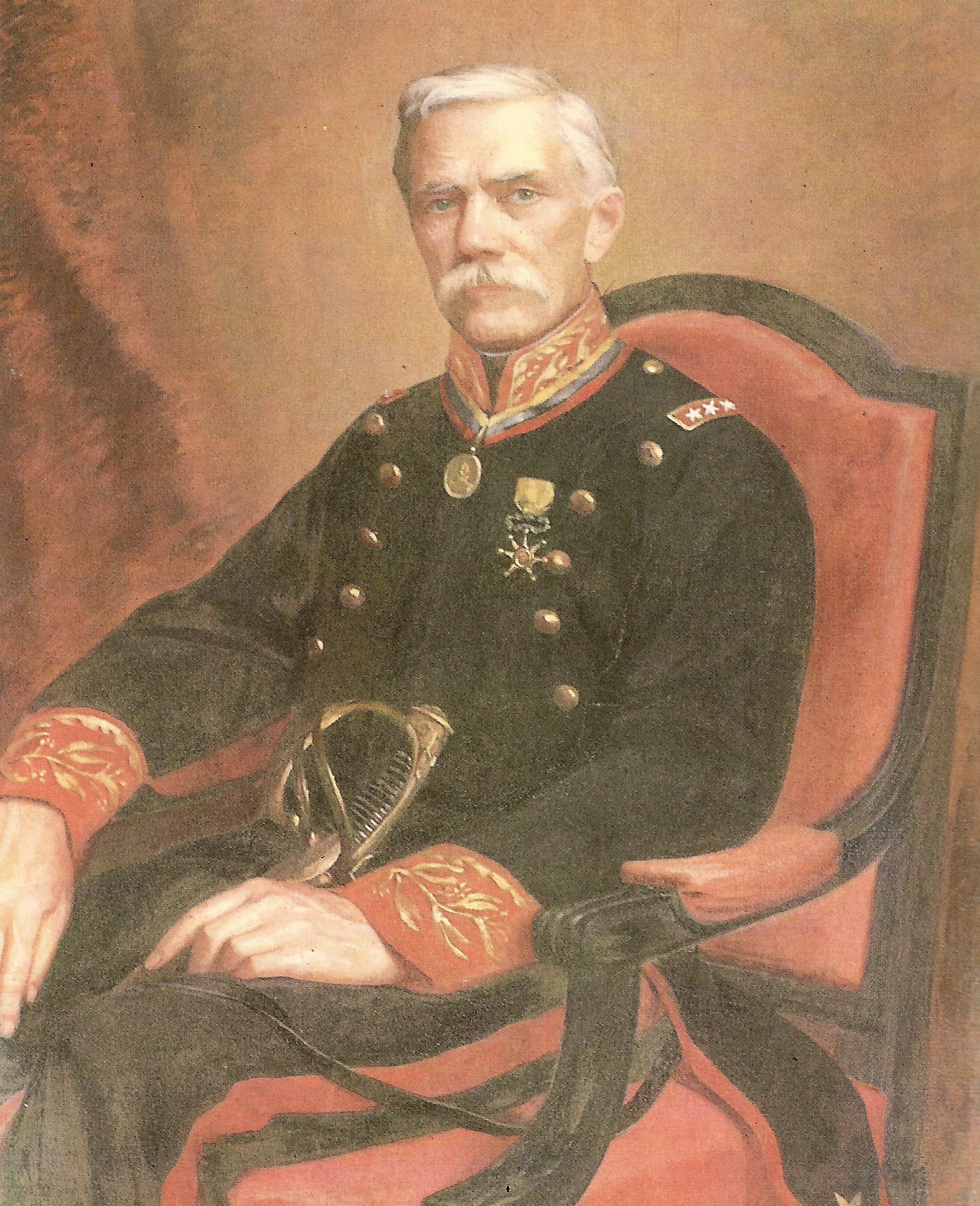
Bartolomé Salom
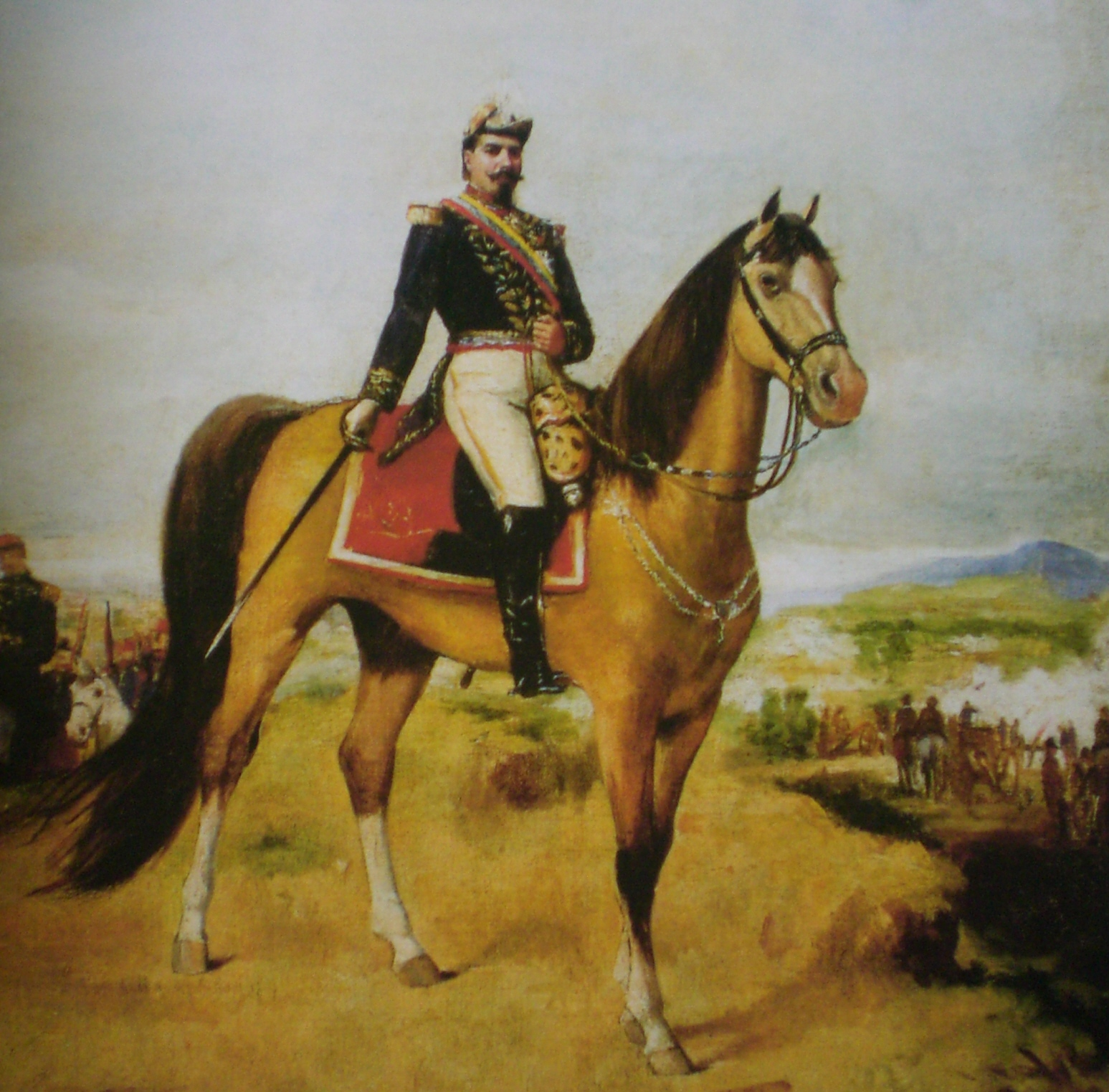
Joaquín Crespo
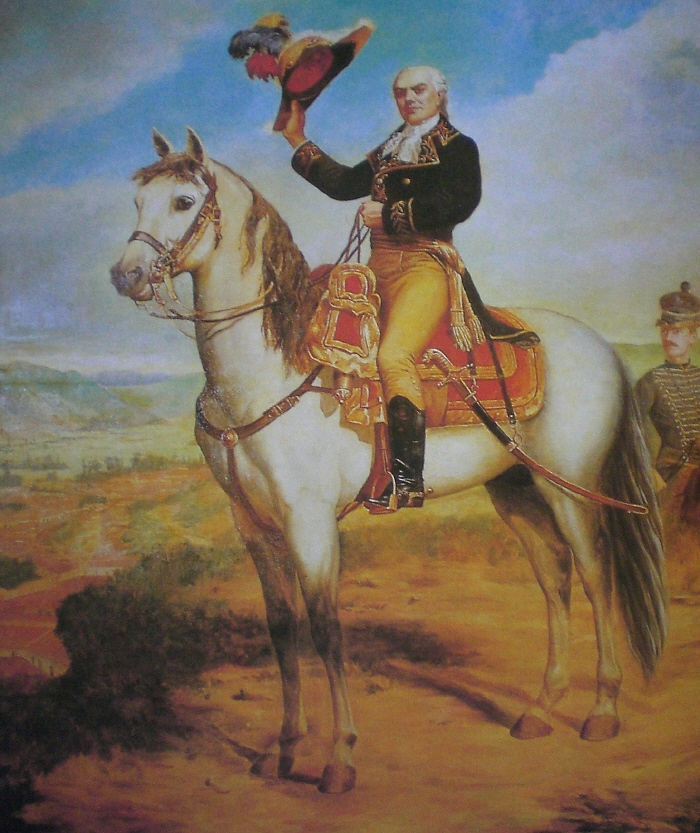
フランシスコ・デ・ミランダ(ベネズエラの革命家)